# Aleksiej Korotkow
Aleksiej Wasiljewicz Korotkow (ros. Алексей Васильевич Коротков, ur. 1906 w guberni kostromskiej, zm. 16 marca 1945) – funkcjonariusz radzieckich organów bezpieczeństwa, komisarz bezpieczeństwa państwowego, ludowy komisarz spraw wewnętrznych Armeńskiej SRR (1939–1941) i Tadżyckiej SRR (1941–1943), ludowy komisarz bezpieczeństwa państwowego Armeńskiej SRR (1941), ludowy komisarz bezpieczeństwa państwowego Tadżyckiej SRR (1943–1945).

## Życiorys
Syn biednego rosyjskiego chłopa, 1922 skończył szkołę we wsi Szyszkino i pracował w gminnym komitecie wykonawczym tamtej wsi, 1922-1934 członek Komsomołu, 1924-1925 na pionierskich kursach robotniczych. Od kwietnia 1924 do lipca 1925 przewodniczący biura pionierów miejskiego/rejonowego komitetu Komsomołu w Kostromie, później kierownik biura i przewodniczący biura pionierów powiatowego komitetu Komsomołu, od kwietnia 1926 w WKP(b). Od lipca 1926 do marca 1927 przewodniczący biura pionierów i zastępca przewodniczącego wydziału agitacyjno-propagandowego gubernialnego komitetu Komsomołu w Kostromie, od listopada 1928 do stycznia 1931 służył w wojskach OGPU, później był funkcjonariuszem OGPU/NKWD ZSRR. Od 11 grudnia 1935 młodszy porucznik bezpieczeństwa państwowego, od 3 października 1937 do 1938 zastępca szefa Oddziału 13 Wydziału 3 Głównego Zarządu Bezpieczeństwa Państwowego, od 8 kwietnia 1938 porucznik bezpieczeństwa państwowego, od stycznia do 28 lutego 1939 zastępca szefa sekcji śledczej NKWD ZSRR, od 25 lutego 1939 kapitan bezpieczeństwa państwowego, od 28 lutego 1939 do 26 lutego 1941 ludowy komisarz spraw wewnętrznych Armeńskiej SRR. Od 26 lutego do 31 lipca 1941 ludowy komisarz bezpieczeństwa państwowego Armeńskiej SRR, od 31 lipca 1941 do 7 maja 1943 ludowy komisarz spraw wewnętrznych Tadżyckiej SRR, od 14 lutego 1943 komisarz bezpieczeństwa państwowego, od 7 maja 1943 do 7 lutego 1945 ludowy komisarz bezpieczeństwa państwowego Tadżyckiej SRR. Deputowany do Rady Najwyższej ZSRR 1 kadencji.

## Odznaczenia
- Order Czerwonego Sztandaru (20 września 1943)
- Order Czerwonej Gwiazdy (dwukrotnie – 26 kwietnia 1940 i 3 listopada 1944)
- Odznaka „Zasłużony Funkcjonariusz NKWD” (4 lutego 1942)